# (1314) Paula
(1314) Paula est un astéroïde de la ceinture principale.

## Découverte
(1314) Paula a été découvert le 16 septembre 1933 à l'Observatoire royal de Belgique à Uccle, en Belgique par Sylvain Arend qui le nomma du prénom de sa femme.

## Caractéristiques
Cet astéroïde mesure 11,3 km de diamètre et sa distance minimale d'intersection de l'orbite terrestre est de 0,90 UA.